# Werner Catel
Werner Julius Eduard Catel (27. juni 1894 i Mannheim – 30. april 1981 i Kiel) var professor i Neurologi og psykiatri ved Universitetet i Leipzig, var en af tre læger betragtes som en ekspert på programmet for dødshjælp for børn og deltog i Aktion T4 "eutanasi"-program for nazisterne, de andre to var Hans Heinze og Ernst Wentzler.